# Germaine Albert-Birot
Pour les articles homonymes, voir Albert-Birot, Albert et Birot.

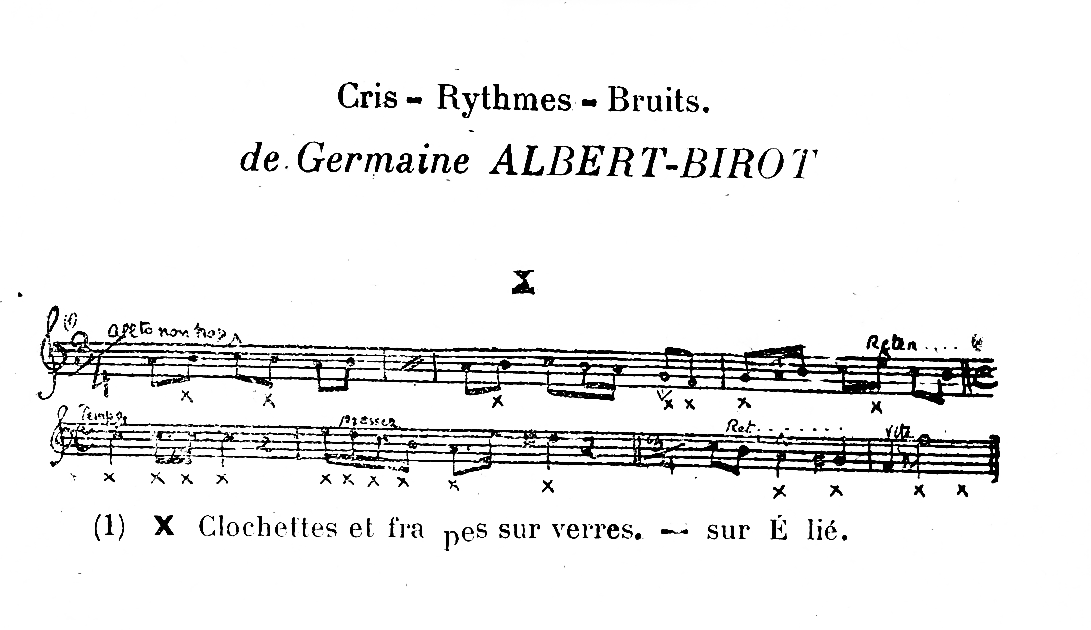
Extrait de la musique écrite par Germaine Albert-Birot pour Matoum et Tévibar (1919).

Germaine Reynaud d'Arc, plus connue sous ses noms d'usage Germaine de Surville (emprunté à sa mère) ou Germaine Albert-Birot, née le 17 novembre 1877 à Cherbourg et morte le 28 janvier 1931 à Paris,, est une compositrice d'avant-garde française.

## Œuvre
Ses premiers morceaux sont publiés entre 1916 et 1917 dans SIC, revue d'avant-garde dirigée par son mari Pierre Albert-Birot. Deux portent le même titre, « Expression musicale », et un troisième s'intitule « Une niche ». Ce sont de très courts poèmes lyriques pour chant et piano (dont elle a elle-même écrit le texte). « Les trois morceaux sont tonals et ils ne présentent aucune altération rythmique». Ils se présentent dans un style qu'Alessandro Maras rapproche de celui d'Erik Satie et de Pratella.
En contact avec les futuristes italiens et Apollinaire, elle écrit la musique des Mamelles de Tirésias, interprétée par Niny Guyard au piano, lors de la création de la pièce. À partir de ce moment, sa musique évolue vers une plus grande déstructuration, vers un « morcellement cellulaire typique des auteurs tels que Alberto Savinio, ou Satie à la fin de leur carrière».
Elle écrit également la musique de la pièce Matoum et Tévibar écrite par son mari, mais celle-ci n'est pas reçue à temps lors de la création de la pièce à Rome sous la direction d'Enrico Prampolini.

## Postérité
Son œuvre, peu jouée, est demeurée « à la périphérie de l’avant-garde». Poulenc, qui met à son tour en musique Les Mamelles de Tirésias, l'a qualifiée de « musicienne du dimanche». Elle a néanmoins parfois été saluée. Prampolini a jugé sa musique « très solide de construction et d’une modernité de rythme exempte d’artifice et d’arbitraire», Jane Catulle-Mendes juge que les compositions du Petit Poucet mettaient en évidence une « très jolie distinction d’écritures».

## Enregistrements
- Dada 3, exécuté par Daniele Lombardi dans Futurismusic, Col Legno, WWE, 2000 ;
- Entr’acte (tiré des Mamelles de Tirésias), exécuté par Kyoko Kashii, dans Centre Pompidou Audio Collection – Dada et la musique, vol. 7, ISIS, 2012.